# Caloptilia rhois
Caloptilia rhois là một loài bướm đêm thuộc họ Gracillariidae. Nó được tìm thấy ở Trung Quốc (Zhejiang, Hubei, Hunan, Jiangxi, Shannxi, Tứ Xuyên, Anhui, Fujian, Gansu, Guizhou, Henan), Hong Kong, Nhật Bản (Honshū, Kyūshū, Hokkaidō) và Hàn Quốc.
Sải cánh dài 11.8-13.2 mm.
Ấu trùng ăn Rhus javanica và Toxicodendron succedaneum. Chúng ăn lá nơi chúng làm tổ.